# Токсичный позитив
Токсичный позитив —  явление, известное как чрезмерный позитив или позитивная токсичность, является дисфункциональным эмоциональным управлением без полного признания негативных эмоций, особенно гнева и грусти, в социальном плане это игнорирование негативных эмоций другого человека путем предложения вместо них позитивной эмоции. 

## Определение

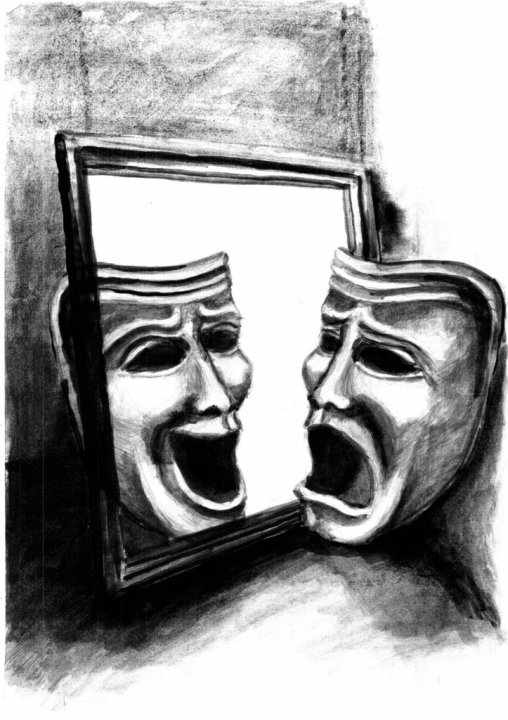
Токсичный позитив подразумевает ограниченную способность признавать собственные негативные эмоции.

Концепция нереалистичного оптимизма изучалась психологами с 1980 года, а термин «токсичный позитив» впервые появился в книге Дж. Халберстама «Квир-искусство неудачи» в 2011 году с целью «...проделать дыры в токсичном позитиве современной жизни».
Токсичный позитив — это «давление оставаться оптимистичным, независимо от того, насколько ужасны обстоятельства», которое мешает эмоционально испытывать естественные эмоции. Токсичный позитив проявляется, когда люди считают, что негативных мыслей о чем-либо следует избегать. Даже в ответ на события, которые обычно вызывают грусть, такие как утрата или трудности, позитив поощряется, но имеет тенденцию игнорировать и отвергать истинное выражение эмоций. 
Токсичный позитив — явление, когда человек старается всегда поддерживать позитивный настрой, но делает это таким образом, что это становится вредным (токсичным) для себя и окружающих. 

## Психология
В каком-то смысле токсичная позитивность — это конструкция в психологии о том, как справляться с эмоциями, которая построена на предположении, что положительные и отрицательные эмоции должны соответствовать ситуации. Это рассматривается, как нормально с психологической точки зрения. Однако токсичную позитивность критикуют за ее требование чувствовать себя позитивно все время, даже когда реальность негативна.
По словам доктора Джейми Цукермана, «неотъемлемая проблема этой концепции заключается в том, что мы предполагаем, что если человек не в позитивном настроении (или как, по нашему мнению, позитивный человек должен выглядеть или вести себя), то он каким-то образом неправ, плох или неадекватен. Проблема в том, что, когда мы обесцениваем чье-то эмоциональное состояние — или, в данном случае, когда мы говорим кому-то, что чувствовать грусть, злость или любую эмоцию, которую мы считаем «негативной», плохо — мы в конечном итоге вызываем у него вторичные эмоции, такие как стыд, вина и смущение». 
В 2022 году Сьюзан Кейн в своей книге «Горько-сладостно: как печаль и тоска делают нас целостными» описывает «тиранию позитива» или «токсичный позитив», как культурную директиву, которая гласит: «Что бы вы ни делали, не говорите правду о том, каково это — быть живым».

Начиная примерно с 2019 года термин «токсичный позитив» стал предметом все большего количества поисковых запросов в Интернете.

Кейн отмечает, что исторически циклы подъемов и спадов привели не только к почитанию успешных бизнесменов, но и к приписыванию отсутствия успеха не внешним обстоятельствам, а слабости характера, что является формой обвинения жертвы. Кейн описывает эту воспринимаемую слабость характера, как отраженную в развивающемся определении термина «неудачник». Результатом является культура с «мандатом на позитивность» — императив действовать «неизменно весело и позитивно, ... как победитель».   
Позитив обычно рассматривается как хорошее и полезное отношение к большинству ситуаций, потому что он отражает оптимизм и может помочь поднять настроение.   
Здоровый позитив отличается от токсичного позитива тем, что он признает негативные эмоции грусти, гнева и ревности. Он подталкивает к росту и обучению через неудачи и конфликты. С другой стороны, токсичный позитив возникает из-за нереалистичного ожидания иметь совершенно счастливую жизнь все время. Когда этого не происходит, люди «могут чувствовать стыд или вину», будучи неспособными достичь желаемого совершенства. Соответственно, позитив становится токсичным, когда человек отвергает негативные чувства, даже когда они уместны. Считается, что человек должен быть счастлив во всех типах ситуаций, игнорируя другие эмоции. В результате отрицания этих чувств это часто может привести к дальнейшему несчастью в долгосрочной перспективе.  
Люди с постоянной потребностью в позитивном опыте могут непреднамеренно стигматизировать свои собственные негативные эмоции, такие как депрессия, или подавлять естественные эмоциональные реакции, такие как грусть, сожаление или стресс.  
Принятие негативных эмоций может сделать человека счастливее и здоровее в целом. Некоторые авторы, такие как Кимберли Харрингтон, рассматривают токсичный позитив как форму личного эмоционального газлайтинга. Харрингтон отмечает, что нормально быть «грустным, когда ты грустишь, и злиться, когда ты злишься», и в полной мере ощущать свою «радугу чувств».   
Неконтролируемые и контролируемые ситуации являются важными детерминантами позитивности. Если ситуация контролируема, искусственное позитивное мышление может помешать человеку исправить негативную ситуацию. Другой детерминантой является отношение человека к счастью, которое может помешать оптимальному ответу на неизбежный негативный опыт, который приносит жизнь. Позитивность становится токсичной из-за неспособности исследовать и исправлять прошлые ошибки. Замалчивание неизбежных ошибок с преувеличенной уверенностью бесполезно, поскольку это мешает учиться на ошибках.
Токсичный позитив может заставить человека цепляться за несчастливый брак, но исследования показывают, что несчастливые в браке пары в 3–25 раз больше подвержены риску развития клинической депрессии.
Критики позитивной психологии высказывают мнение о том, что слишком большое значение придается «оптимистичному мышлению, при этом сложные и трудные переживания отодвигаются в сторону».
Не допуская негативных эмоций, токсичный позитив может привести к физическим последствиям, таким как сердечно-сосудистые и респираторные заболевания.

## Социальные сети
Социальные сети, такие как LinkedIn, Instagram или Facebook, могут усугубить проблему, поскольку в этих соцсетях люди часто подчеркивают положительный опыт и тем самым не позволяют другим справляться с неизбежными недостатками.
Исследование на тему «Токсичный позитив в социальных сетях: недостатки и преимущества обмена положительными (но потенциально банальными) сообщениями в Интернете» показало, что демонстрация позитива в Интернете может быть «полезной для отправителей сообщений, только если отправители сообщений имеют более высокую (а не более низкую) самооценку или если они испытывают меньшую (а не большую) токсичность».
Влияние демонстрации позитива на отправителя сообщения можно считать негативным, если сообщения подавляют негативные аспекты воспринимаемой реальности. Социальные сети — это платформа, на которой люди могут публиковать любой контент или медиа, которые они хотят. В некоторых случаях можно проецировать позитивный взгляд на социальные сети, чтобы избежать реальности. Такие чрезмерные признаки токсичного позитива могут в конечном итоге привести к сдвигу идентичности в сторону «процесса самотрансформации, который является результатом намеренной самопрезентации в опосредованном контексте».
Платформы социальных сетей — это простой способ сравнивать друг друга, оказывая дополнительное давление на людей, чтобы они оставались позитивными. Это может привести к расхождению точек зрения и противоречивому восприятию реальности. 

## Гендерные различия
Исследование «Гендерные различия в уровнях токсичной позитивности у подростков: количественное исследование» показало существенную разницу между подростками мужского и женского пола. Опросы и интервью показали, что девочки-подростки обычно демонстрируют более низкие уровни токсичной позитивности по сравнению с мальчиками-подростками. Эти результаты показывают, что девочки-подростки, вероятно, лучше признают и выражают свои негативные эмоции, чем мальчики-подростки. Это утверждение дополнительно подкреплено другим исследованием, проведенным Лорой Кэмпбелл-Силлс, Дэвидом Х. Барлоу, Тимоти А. Брауном и Стефаном Г. Хофманном: «Приемлемость подавления негативных эмоций при тревожных расстройствах и расстройствах настроения».  
В исследовании 60 участников с тревожными расстройствами и расстройствами настроения и 30 участников контрольной группы посмотрели фильм, вызывающий эмоции. Участники контрольной группы посчитали свои эмоции «менее приемлемыми» и поэтому подавили их. Исследование показало, что между участниками женского и мужского пола была заметная разница. Мужчины в контрольной группе сообщили о большем подавлении, чем женщины в той же группе. При этом и мужчины, и женщины в клинической группе сообщили о подавлении в одинаковой степени. 